# Enkenbach
Enkenbach ist ein Ortsteil der pfälzischen Gemeinde Enkenbach-Alsenborn im Landkreis Kaiserslautern in Rheinland-Pfalz. Bis 1969 war er eine selbständige Gemeinde.

## Geografie

### Lage
Enkenbach befindet sich am nordwestlichen Rand des Pfälzerwaldes und liegt am Klosterbach in 290 bis 320 m ü. NHN im Ostteil des Landkreises Kaiserslautern, 11 Kilometer von der Stadt Kaiserslautern entfernt, und zwar in Hanglage in einer sich von Westen nach Osten erstreckenden Senke.
Die Gemarkung ist im Nordosten und im Süden bewaldet und erreicht hier Höhen um 360 m ü. NHN. Der Eselsbach verlässt Enkenbach in 254 Meter Höhe, die Alsenz bei 260 Metern.

### Klima
Der Jahresniederschlag beträgt 750 mm.

## Geschichte

### Name
Der Name Enkenbach leitet sich von dem mittelhochdeutschen Wort enke her und bedeutet „Viehknechts-“ oder „Hütejungenbach“. Er entwickelte sich folgendermaßen:
- 1148 Ynkebach
- 1190 Enkinbach
- 1212 Enkenbach
- 1258 Enkinbach
- 1263 Enkenbach
- 1273 Enkinbach
- 1322 Engkenbach
- 1527 Enkenbach, Enckenbach
- 1837 Enkenbach

### Ortsgeschichte
Enkenbach ist geografisch und siedlungsgeschichtlich eng mit dem Nachbardorf Alsenborn verbunden. Auf der heutigen Enkenbacher Gemarkung lagen zur Klosterzeit die Wüstungen Buchholz und Milchborn. 1635 wurde im Dreißigjährigen Krieg das Dorf Baudweiler nördlich von Enkenbach vollständig zerstört.

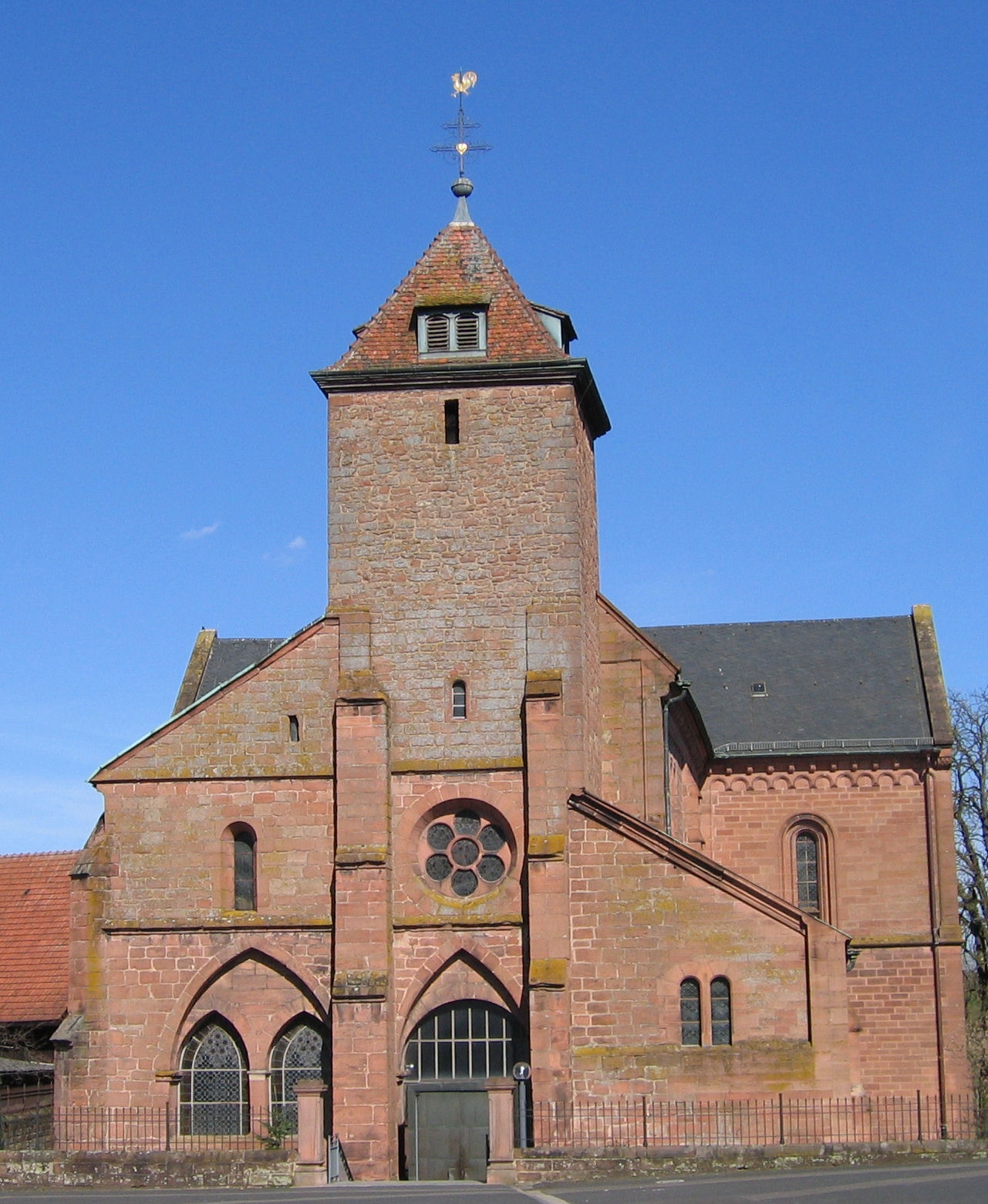
Klosterkirche

Enkenbachs Geschichte hängt eng mit dem Kloster der Prämonstratenserinnen zusammen, das im Jahr 1148 von Graf Ludwig von Arnstein und Hunfried von Alsenborn gegründet wurde. Das Frauenkloster in Enkenbach wurde von Nonnen aus Marienthal (heute Teil der Nordpfälzer Land) am Donnersberg besiedelt, die sich dem Prämonstratenserorden angeschlossen hatten.
Enkenbach gehörte bis Ende des 18. Jahrhunderts zur Kurpfalz und bildete zusammen mit den Ortschaften Alsenborn, Morlautern, Erlenbach, Baalborn und Neukirchen das sogenannte Büttelamt im Oberamt Lautern.
Von 1798 bis 1814, als die Pfalz Teil der Französischen Republik (bis 1804) und anschließend Teil des Napoleonischen Kaiserreichs war, war Enkenbach in den Kanton Kaiserslautern eingegliedert und unterstand der Mairie Alsenborn. 1815 hatte der Ort 791 Einwohner. Im selben Jahr wurde er Österreich zugeschlagen. Bereits ein Jahr später wechselte der Ort wie die gesamte Pfalz in das Königreich Bayern. Von 1818 bis 1862 gehörte er dem Landkommissariat Kaiserslautern an; aus diesem ging das Bezirksamt Kaiserslautern  hervor. Ab 1939 war Enkenbach Bestandteil des Landkreises Kaiserslautern.
Nach dem Zweiten Weltkrieg wurde der Ort innerhalb der französischen Besatzungszone Teil des damals neu gebildeten Landes Rheinland-Pfalz. Im Zuge der ersten rheinland-pfälzischen Verwaltungsreform wurde aus den bis dahin eigenständigen Gemeinden Enkenbach und Alsenborn am 7. Juni 1969 die Gemeinde Enkenbach-Alsenborn neu gebildet. Diese gehört mit den Ortsgemeinden Sembach, Mehlingen und Neuhemsbach der Verbandsgemeinde Enkenbach-Alsenborn im Landkreis Kaiserslautern an, die mit Wirkung vom 22. April 1972 gebildet wurde.

## Wappen
| Wappen von Enkenbach | Blasonierung: „Von Blau und Gold gespalten, rechts ein goldener Brunnen, daraus sich eine Brunnensäule mit zwei Röhren mit fließendem silbernem Wasser und einem linkshin gekehrten goldenen Löwen auf der Spitze erhebt, links eine blaugedeckte, mit silbernen Fenstern versehene rote Kirche mit blauem Kreuz.“ |
| Wappen von Enkenbach | Das Wappen wurde zu demjenigen der 1969 neu geschaffenen Ortsgemeinde Enkenbach-Alsenborn |

## Kultur

### Bauwerke
Der Daubenbornerhof bildet eine Denkmalzone; hinzu kommen insgesamt zehn Einzeldenkmäler, darunter die katholische Kirche St. Norbert und die Obere Eselsmühle.

### Veranstaltungen

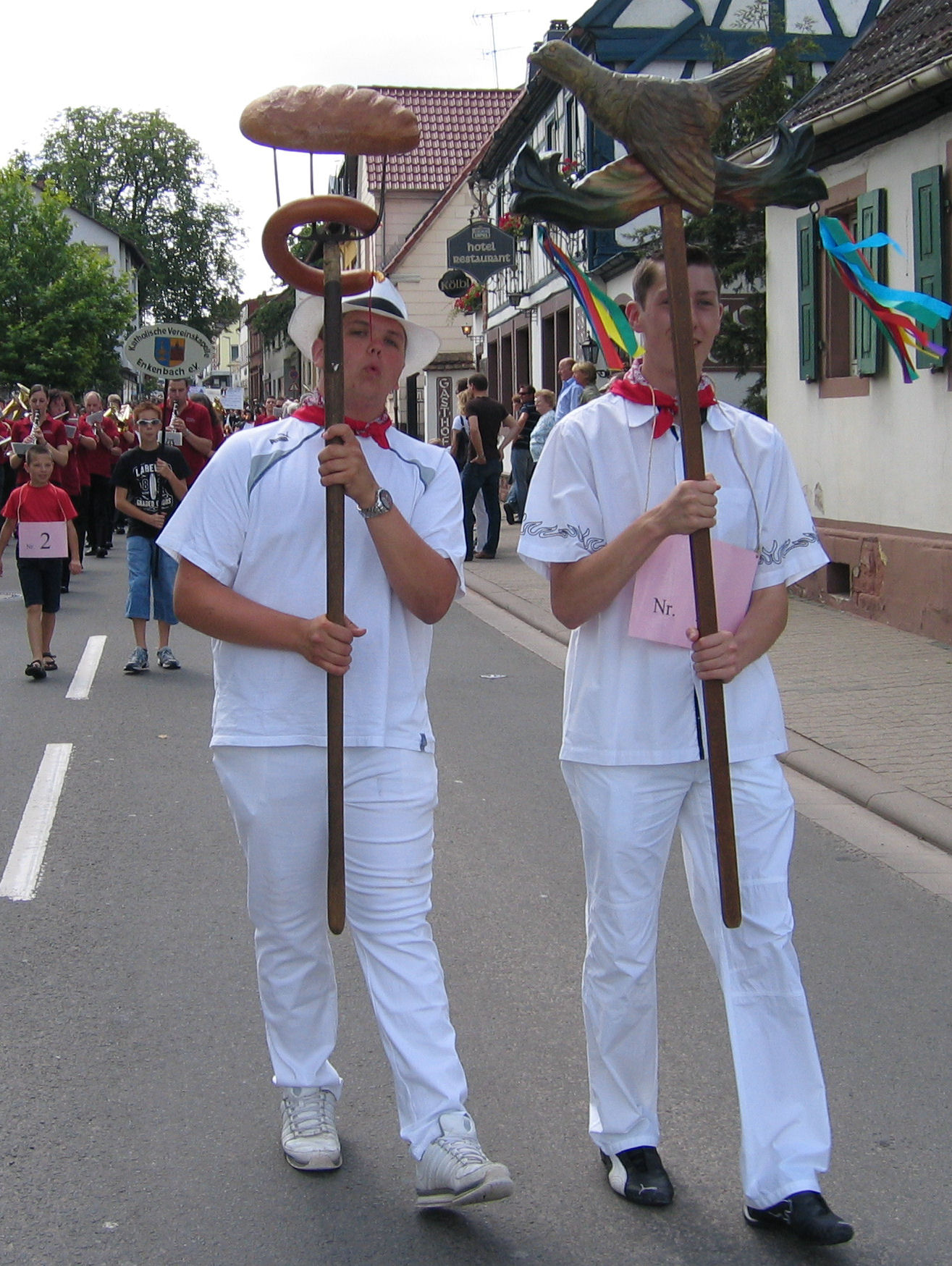
Kerweumzug mit Kuckuck

Jedes Jahr von Freitag vor bis Dienstag nach dem zweiten Sonntag im Juli findet die traditionelle „Kuckuckskerwe“ statt (Kerwe ist die pfälzische Aussprachevariante von Kirchweih). Höhepunkte sind der Kerweumzug mit anschließender Kerwerede am Sonntag  und die Kerwebeerdigung am Dienstag. Am 22. Februar wird vor Ort der Peterstag gefeiert.

## Wirtschaft und Infrastruktur

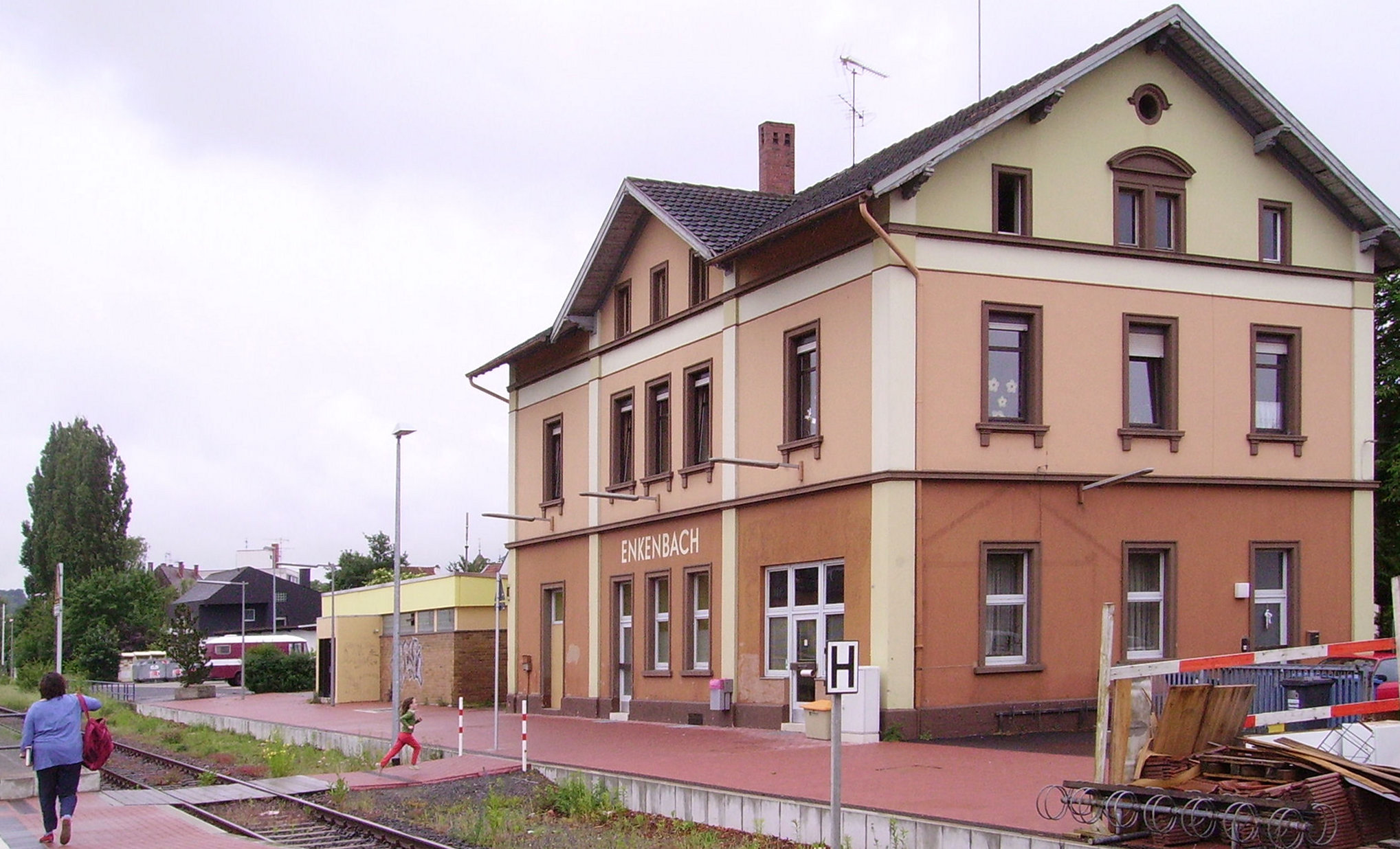
Bahnhof Enkenbach

### Verkehr
Der Bahnhof Enkenbach wurde 1870 mit dem Alsenztalbahn-Abschnitt Hochspeyer–Winweiler eröffnet, die im Folgejahr bis nach Bad Münster durchgebunden wurde. In der Folgezeit entwickelte er sich zu einem wichtigen Eisenbahnknotenpunkt. 1875 kam die Bahnstrecke Kaiserslautern–Enkenbach hinzu. 1932 wurde die 1876 eröffnete Eistalbahn Grünstadt–Eisenberg bis nach Enkenbach durchgebunden. Auf letzterer wurde der Personenverkehr 1976 eingestellt, 1988 folgte der Güterverkehr. Obwohl der Personenverkehr zwischen Grünstadt und Eiswoog im Zeitraum von 1994 bis 2001 schrittweise reaktiviert wurde, scheiterten Pläne, dies für den restlichen Abschnitt ebenfalls umzusetzen.

### Institutionen
Enkenbach ist Sitz einer Polizeischule. An Vereinen existieren vor Ort der Turn- und Polizeisportverein Enkenbach (TPSV) sowie der SV Enkenbach.

## Persönlichkeiten

### Ehrenbürger
- 1933: Daniel Häberle (1864–1934), Geologe, Paläontologe und Pfälzer Heimatforscher

### In Enkenbach geboren
- Johannes Häberle (1790–1858), Teilnehmer am Hambacher Fest
- Daniel Häberle (1864–1934), Geologe, Paläontologe und Pfälzer Heimatforscher
- Wilhelm Mayer (1874–1923), Politiker (Zentrum, BVP), Mitglied des Reichstages, Reichsschatzminister
- Martin Migeot (1897–1967), Bauer und Politiker (FDP)

### Mit Enkenbach verbunden
- Johann Michael Hartung (1708–1763), Erbauer der Orgel in der Kirche von Enkenbach
- Cornelius F. Klassen (1894–1954), Mitglied der Mennoniten-Brüdergemeinde in Kanada, Organisator der Bauprogramme für die örtlichen Mennoniten
- Carl Schneider (1900–1977), Theologe, Leiter der Evangelischen Akademie in Enkenbach
- Emil Gauer (1905–1991), Politiker (NSDAP), starb vor Ort
- Rudi Müller (1927–2003), machte sich durch seine Unterstützung der amerikanischen Wehrdienstverweigerer (Pax-Boys), die zum Siedlungsbau für mennonitische Kriegsvertriebene in der Gemeinde Enkenbach tätig waren, in der Welt bekannt
- Arnold Bittlinger (1928–2025), leitete 1963 vor Ort eine große Tagung
- Elisabeth von Dyck (1950–1979), Terroristin (RAF), in Enkenbach aufgewachsen und begraben
- Christine Kuby (* 1957), Terroristin (RAF)
- Sascha Hildmann (* 1972), Fußballspieler, spielte in seiner Jugend für den SV Enkenbach